# La Trimouille
La Trimouille település Franciaországban, Vienne megyében. Lakosainak száma 863 fő (2022. január 1.). La Trimouille Brigueil-le-Chantre, Journet, Liglet, Saint-Léomer és Thollet községekkel határos.

## Népesség
A település népességének változása:
| Lakosok száma | 921  | 901  | 917  | 889  | 874  | 859  | 859  | 860  | 863  |
|               | 2013 | 2015 | 2016 | 2017 | 2018 | 2019 | 2020 | 2021 | 2022 |